# ツアナキ
ツアナキ (Tuanaki)、ないし、ツアナハ (Tuanahe)　は、かつてクック諸島の一部として存在していたとされる、現在では姿を消した島嶼群の呼称。ラロトンガ島の南方に位置していたとされ、マンガイア島から帆船で2日の距離内にあったと言われる。
1916年にホノルル・ポリネシア協会 (Polynesian Society of Honolulu) が、1842年にツアナキを訪れ、6日間にわたってその地の先住民と暮らした、とする船員の証言を出版した。しかし、この証言には、2年後の1844年にはイギリスの宣教師団のスクーナーが同地を訪れようとしたが、何も発見できなかった、とも書き加えられている。一説には、ツアナキから逃れた住民の一部がラロトンガ島に移住したとも言われている。
この1916年の出版物によって、消え去ってしまった島嶼群への関心が高まり、探検家のサー・アーネスト・シャクルトンは、1921年から1922年にかけてのシャクルトン＝ローウェット遠征の際に、その目的の一つとしてツアナキの再発見を挙げていた。しかし、シャクルトンは南極への途上の海上で病死したため、消えた島嶼群を探索することはできなかった。
1984年には、ヘイメット岩礁が、ツアナキの残骸なのではないかという説が出された。しかし、この岩礁の位置が、ツアナキと一致するか否かは確定されていない。